# Al Sha'ab Cultural & Sports Club
Maillots
Le Al Sha'ab Cultural & Sports Club (en arabe : نادي الشعب الثقافي الرياضي), plus couramment abrégé en Al Sha'ab, est un club émirati de football fondé en 1974 et basé à Charjah.

## Palmarès
| Compétitions nationales |
| --- |
| - Coupe des Émirats arabes unis (1) : - Vainqueur : 1993. - Finaliste : 2001 et 2004. - Coupe d'Asie des vainqueurs de coupe : - Finaliste : 1994. |

## Personnalités du club

### Entraîneurs
- Marius Șumudică (2012-2013)
- Zlatko Kranjčar (2007)
- Youssef Zouaoui (2005-2006)
- Faouzi Benzarti (1998-1999)
- Josef Hickersberger (1997-1998)
- Frank O'Farrell (1980)

### Anciens joueurs
- Adnan Khamees Al Taliyani
- Javad Nekounam
- Mohamed Kallon
- Arthur Moses
- Marouane Zemmama
- Mehrzad Madanchi
- Javad Kazemian
- Adel Chedli
- Otmane El Assas
- Godwin Attram
- Abdul-Wahab Abu Al-Hail